# Vinezac
Vinezac é uma comuna francesa na região administrativa de Auvérnia-Ródano-Alpes, no departamento de Ardèche. Estende-se por uma área de 10,91 km². Em 2010 a comuna tinha 1 434 habitantes (densidade: 131,4 hab./km²).